# 上海都市菜園
上海都市菜園是中華人民共和國上海市奉賢區海灣鎮的一個蔬菜主題公園，是國家4A級旅遊景區，面積5000畝（466.67公頃）。該公園由光明食品（集團）有限公司投資建造，於2007年3月開建，2008年9月28日試運行。上海都市菜園分為3個區域，分別為參觀區、休閒娛樂區和蔬菜採摘園。